# Peter Lilley
Peter Bruce Lilley, Baron Lilley (Hayes, Engeland, 23 augustus 1943) is een Brits politicus van de Conservative Party.
Lilley was tussen 1987 en 1997 bewindspersoon in de kabinetten Thatcher (1987–1990) en -Major (1990–1997). Hij was onderstaatssecretaris voor Financiën van 1987 tot 1989, staatssecretaris voor Financiën van 1989 tot 1990, minister van Economische Zaken van 1990 tot 1992 en minister van Sociale Zaken van 1992 tot 1997. Hij was Vice-leider van de Conservative Party onder William Hague van 1997 tot 1999.
Op 18 juni 2018 werd Lilley benoemd als baron Lilley en werd lid van het Hogerhuis.
- CiNii: DA02650539
- Gemeinsame Normdatei: 170937283
- International Standard Name Identifier: 0000 0000 9179 6761
- Library of Congress Control Number: no2001013660
- Nationale Bibliotheek van Letland: 000156700
- Nationale bibliotheek van Australië: 35463991
- Nationale Bibliotheek van Israël: 987007360434905171
- Nationale Bibliotheek van Polen: a0000001951614
- Nederlandse Thesaurus van Auteursnamen: 074269844
- Trove: 962267
- Virtual International Authority File: 102189408